# Sturalavandino

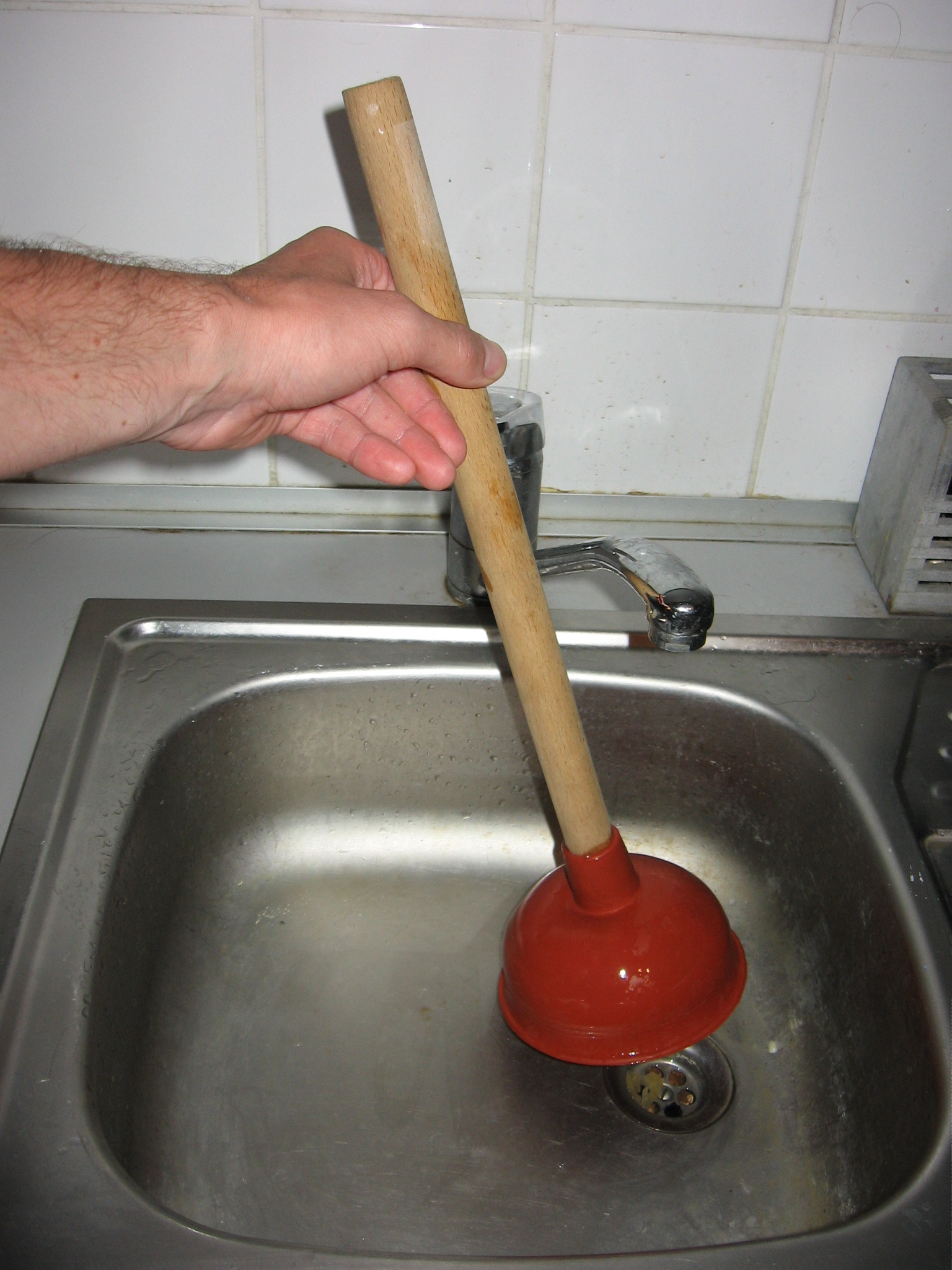
Sturalavandino a lavello

Lo sturalavandino o sturalavandini è uno strumento meccanico utilizzato per eliminare intasamenti nelle tubature.

## Descrizione

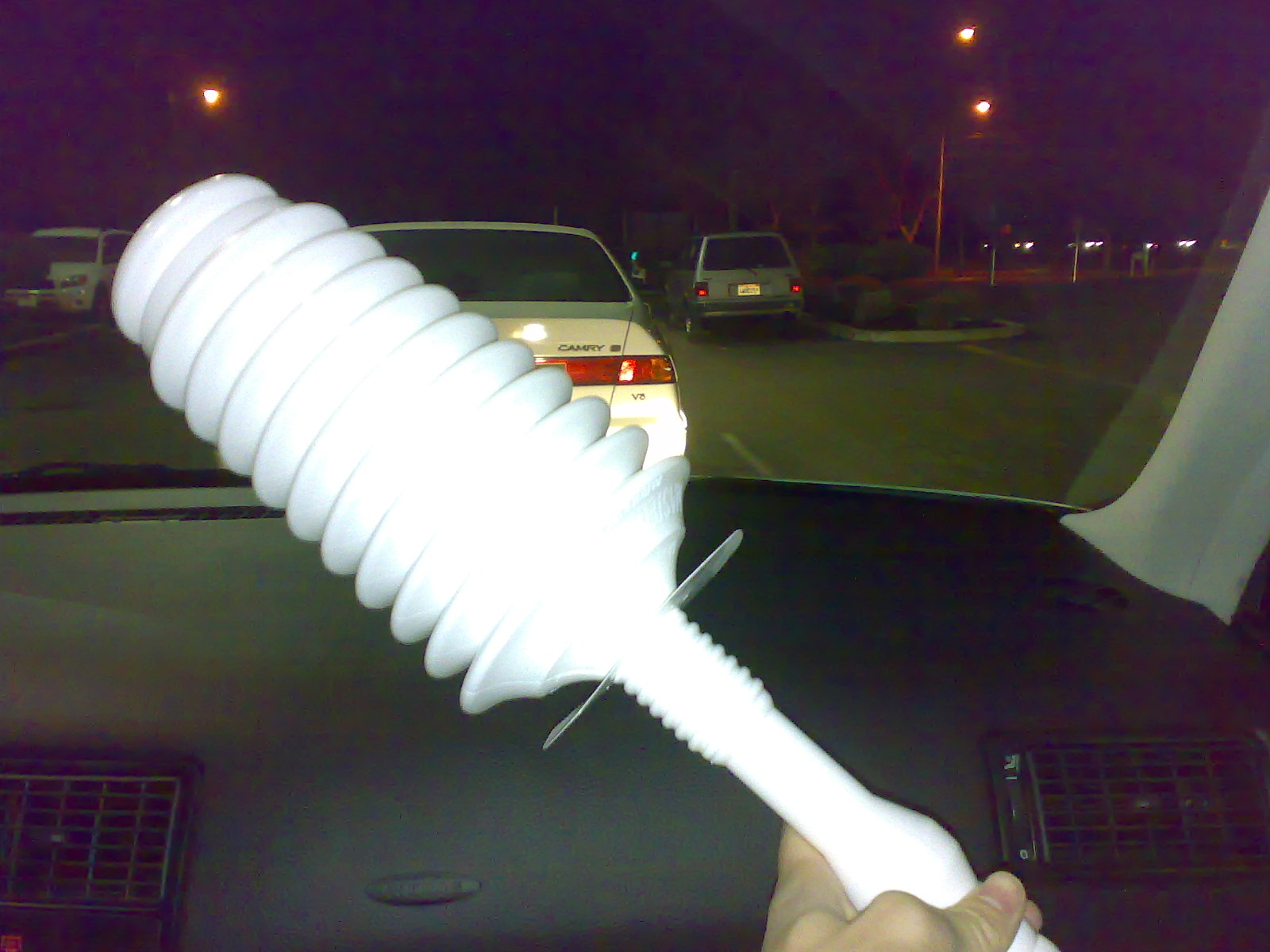
Sturalavandino per WC

Consiste di una coppa di gomma con funzione di ventosa fissata ad un'asta, solitamente in legno o bronzo. La coppa è spinta giù contro il tubo della fognatura o premuto nella fognatura per spingere l'aria dentro, oppure è spinto giù finché la coppa si appiattisce, poi tirata su, causando del vuoto. L'intenzione è quella di allentare o rompere l'intasamento dovuto ad accumulo di materiale ad esempio in un lavabo, water, vasca da bagno, doccia.
L'utilizzo si dimostra più efficace quando c'è dell'acqua nel tubo perché quest'ultima non può essere compressa consentendo di trasmettere una forza superiore rispetto all'aria.   In caso l'ostruzione non venga rimossa meccanicamente si può ricorrere a prodotti chimici e se necessario richiedere l'intervento di un idraulico.

## Tipi
Ci sono due tipi di sturalavandini: a WC e a lavello. Uno sturalavandino a lavello ha un cerchio piatto progettato per adattarsi a un lavello, vasca da bagno, doccia o altri sanitari con aperture similari che possono essere chiuse da un tappo. Uno sturalavandino per WC ha una flangia progettata per adeguarsi al fondo di un WC.
Se si ha un solo tipo di sturalavandino, quello per WC è più versatile.